# Thal (Vöhringen)
Thal ist ein Gemeindeteil der Stadt Vöhringen im schwäbischen Landkreis Neu-Ulm in Bayern.

## Geographie
Das Dorf liegt östlich des Hauptortes Vöhringen und südwestlich von Illerberg. Am östlichen Ortsrand fließt der Landgraben, ein linker Zufluss der Leibi. Westlich verläuft die  St 2031 und östlich die A 7. Nördlich erstreckt sich das rund 69 ha große Naturschutzgebiet Wasenlöcher bei Illerberg.

## Baudenkmäler
In der Liste der Baudenkmäler in Vöhringen (Iller) sind für Thal zwei Baudenkmale aufgeführt:
- Die rechteckige Privatkapelle (Riedhofstraße 8) mit polygonalem Abschluss ist bezeichnet 1847.
- Das wohl aus dem 16./17. Jahrhundert stammende ehemalige Schlösschen (Schlößleweg 1) ist ein zweigeschossiger Satteldachbau in zum Teil verputztem Fachwerk. Der nordöstliche Giebel ist vorkragend.